# Винокуров, Владимир Николаевич (дипломат)
Влади́мир Никола́евич Виноку́ров (род. 8 сентября 1954) — советский и российский дипломат. Чрезвычайный и полномочный посол (2017).

## Биография
Окончил Институт стран Азии и Африки при МГУ им. Ломоносова (1976). На дипломатической работе с 1981 года. Владеет английским, французским, лаосским и тайским языками.
- В 1982—1984 годах — сотрудник Посольства СССР в Лаосе.
- В 1990—1995 годах — сотрудник Посольства СССР, затем (с 1991) России в Лаосе.
- В 1998—2002 годах — сотрудник Посольства России в США.
- В 2007—2013 годах — генеральный консул России в Сан-Франциско (США).
- В 2013—2016 годах — посол по особым поручениям МИД России.
- С 14 марта 2016 по 24 мая 2021 года — чрезвычайный и полномочный посол Российской Федерации на Ямайке[1][2].
- С 14 марта 2016 по 24 мая 2021 года — чрезвычайный и полномочный посол Российской Федерации в Антигуа и Барбуде по совместительству[3][2].
- С 14 марта 2016 по 24 мая 2021 года — чрезвычайный и полномочный посол Российской Федерации в Сент-Китсе и Невисе по совместительству[4][2].
- С 14 марта 2016 по 24 мая 2021 года — чрезвычайный и полномочный посол Российской Федерации в Доминике по совместительству[5][2].
- С 14 марта 2016 по 24 мая 2021 года — постоянный представитель Российской Федерации при Международном органе по морскому дну в Кингстоне (Ямайка) по совместительству[6][2].
- С 10 мая 2016 по 24 мая 2021 года — чрезвычайный и полномочный посол Российской Федерации в Сент-Люсии по совместительству[7][2].
- С 24 мая 2021 по 10 октября 2024 года — чрезвычайный и полномочный посол Российской Федерации в Гватемале[8][9].

## Дипломатический ранг
- Чрезвычайный и полномочный посланник 2 класса (29 января 2007)[10].
- Чрезвычайный и полномочный посланник 1 класса (6 сентября 2011)[11].
- Чрезвычайный и полномочный посол (10 июня 2017)[12].

## Награды
- Орден Дружбы (5 сентября 2022) — За большой вклад в реализацию внешнеполитического курса Российской Федерации и многолетнюю добросовестную работу[13].

## Семья
Женат, имеет взрослых сына и дочь.